# نثيرة

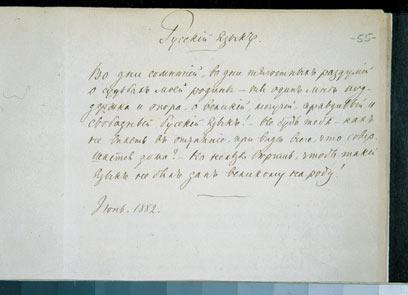

قصيدة النثر أو الشعر المنثور هي قطعة نثر، غير موزونة وتأتي القافية فيها في مناطق مختلفة من الابيات وأحياناً تكون غير مقفاة، تحمل صورًا ومعاني شاعرية وأغلبها تكون ذات موضوع واحد.

## تعريف
تذهب الناقدة الفرنسية سوزان برنار إلى أنَّ قصيدة النثر هي: «قطعة نثر موجزة بما فيه الكفاية، موحّدة، مضغوطة، كقطعة من بلّور...خلق حرّ، ليس له من ضرورة غير رغبة المؤلف في البناء خارجاً عن كلّ تحديد، وشيء مضطرب، إيحاءاته لا نهائية».
لقصيدة النثر إيقاعها الخاص وموسيقاها الداخلية، والتي تعتمد على الألفاظ وتتابعها، والصور وتكاملها، والحالة العامة للقصيدة.
وكما يقول الشاعر اللبناني أنسي الحاج -أحد أهم شعراء قصيدة النثر العربية إن لم يكن أهمهم - عن شروط قصيدة النثر: «لتكون قصيدة النثر قصيدة حقاً لا قطعة نثر فنية، أو محملة بالشعر، شروط ثلاثة: الايجاز والتوهج والمجانية».
إحدى كاتبين قصائد النثر هو محمد أحمد عيسى الماغوط الذي ولد عام 1934 وتوفي عام 2006

## إشكاليات

### إشكالية المصطلح
إنَّ إشكاليات قصيدة النثر العربية تبدأ من المصطلح، إذ إنَّ كثيرًا من النقاد والباحثين لا يميزون بينها وبين الشعر الحر، حتى إنَّ بعضهم أخذ يتحدث عن ريادة الشاعرة العراقية نازك الملائكة لها في حين أنَّ الشاعرة والناقدة المذكورة كانت من أشد خصوم هذه القصيدة.
أما علاقة قصيدة النثر بأنموذج الشعر المنثور الذي ظهر في الربع الأول من القرن العشرين، فهو محل إشكالية أخرى؛ إذ يذهب قسم من النقاد إلى أنَّ الاثنين لا يعدوان أن يكونا تسميتين لنمط كتابي واحد، في حين يرى آخرون أنهما جنسان مختلفان كل الاختلاف.
أما مصطلح النثيرة فهو مصطلحٌ أطلقه الناقد محمد ياسر شرف في سبعينات القرن العشرين ثم فصّل فيه في كتابه النثيرة والقصيدة المضادة. ويرى الناقد في مصطلح قصيدة النثر تناقضاً ضمنياً بسبب جمعه بين الشعر والنثر معاً رغم دلالتيهما المختلفتين، فهو أشبه بقولك: دائرة مربعة أو مستطيلة، فالشعر ليس هو النثر، وإن كان يصحّ اعتبار كل من هذين الأسلوبين في التعبير فرعاً من الأدب حين تمسكه بالمعايير الأدبية المعروفة لدى النقاد في كل لغة من اللغات.

ويعد الايقاع إشكالية أخرى من إشكاليات هذه القصيدة، إذ يزعم دعاتها أنَّ لها إيقاعا خاصا يفوق إيقاع القصيدة التقليدية القائم على الوزن، بينما ينكر الخصوم هذا الإيقاع جملة وتفصيلا.

## رواد قصيدة النثر العربية
من أبرز رواد قصيدة النثر (من 1954 إلى 1993): جبرا إبراهيم جبرا، توفيق صايغ، أدونيس، محمد الماغوط، مظفر النواب، أنسي الحاج، شوقي أبي شقرا، سركون بولص، عزالدين المناصرة، بول شاوول، سليم بركات، عباس بيضون، بسام حجار، عبد القادر الجنابي، وديع سعادة... هؤلاء هم رواد قصيدة النثر حتى مطلع التسعينيات في القرن العشرين.